# Sowjetische Kriegsverbrechen im Zweiten Weltkrieg
Als sowjetische Kriegsverbrechen im Zweiten Weltkrieg werden Straftaten oder Verstöße gegen das Völkerrecht bezeichnet, die von Angehörigen der sowjetischen Streitkräfte und deren Führung in der Zeit des Zweiten Weltkrieges begangen wurden.

## Hintergrund
Zu Beginn des Zweiten Weltkrieges bestand die Rote Armee (RKKA) bereits seit 20 Jahren. Sie hatte sich im Bürgerkrieg gegen die Weißgardisten durchgesetzt und im Polnisch-Sowjetischen Krieg Anfang der 1920er-Jahre gekämpft. Ihre Führung wurde durch den „Großen Terror“ 1937/38, währenddessen ein großer Teil der Offiziere (je nach Quellen bis zu 80 Prozent der Generäle) aus der Armee entlassen und teilweise hingerichtet wurde, selbst Opfer der eigenen Staatsführung. Die Säuberungen unter Stalin hinterließen die Rote Armee in einem geschwächten Zustand. Es mangelte teilweise an erfahrenen und fähigen Führungskräften. Allerdings durften die allgegenwärtigen Politkommissare nach der Säuberung die strategischen Entscheidungen nicht mehr beeinflussen (Entscheidung der Führung der RKKA vom September 1940 nach den Misserfolgen im Winterkrieg).
In den Jahren 1939 und 1940 besetzte die Rote Armee gemäß dem Hitler-Stalin-Pakt einen Großteil Polens sowie die einst zum Russischen Reich gehörenden baltischen Staaten Estland, Lettland und Litauen. Finnland musste nach dem Winterkrieg in einem sowjetischen Diktatfrieden große Zugeständnisse machen.
Der deutsche Angriff auf die Sowjetunion („Unternehmen Barbarossa“) am 22. Juni 1941 traf die Rote Armee schwer, denn große Mengen von Truppen und Material waren in Grenznähe stationiert und wurden rasch eingekesselt und vernichtet. Josef Stalin war von verschiedenen Quellen über den bevorstehenden Angriff informiert worden (zum Beispiel durch den Spion Richard Sorge), hatte diese Meldungen aber als Desinformation der westlichen Staaten fehlinterpretiert und fälschlich geglaubt, sie sollten nur einen Krieg zwischen der Sowjetunion und dem Deutschen Reich provozieren. Deswegen wurden die grenznahen Truppenkonzentrationen weder abgezogen noch gewarnt oder wenigstens in Alarmbereitschaft versetzt. In den folgenden Monaten gerieten Millionen Rotarmisten in deutsche Kriegsgefangenschaft, worauf die deutsche Führung nicht vorbereitet war. Den Soldaten der Wehrmacht wurde mit Befehl vom 17. Juli 1941 verboten, Soldaten der Roten Armee als Kameraden zu behandeln. Zahlreiche der in deutsche Kriegsgefangenschaft geratenen Soldaten der Roten Armee starben unter verschiedenen Umständen. Diese Verbrechen waren den Soldaten der Roten Armee bekannt.
Nicht-Russen konnten schon 1941 die Seiten wechseln und in Ostlegionen auf deutscher Seite kämpfen. 1944 stellte der ehemalige sowjetische Generalleutnant Wlassow eine aus Russen bestehende Wlassow-Armee in deutsche Kriegsdienste. Die Angehörigen dieser „Russischen Befreiungsarmee“ wurden, sofern sie das Kriegsende erlebten, an die Sowjetunion ausgeliefert, wo ihnen drakonische Strafen drohten. Fast alle wurden wegen Hochverrats hingerichtet oder kamen in Straflagern um.
Der Krieg war von einer starken Ideologisierung beider Seiten geprägt. Die deutschen Besatzungstruppen wurden in den 1939/40 von der Sowjetunion annektierten Gebieten von Teilen der Zivilbevölkerung in der Hoffnung auf Rückerstattung des an die Kolchose verlorenen Landbesitzes zunächst als „Befreier“ begrüßt. Diese Hoffnungen wurde jedoch bald enttäuscht, da die NS-Führung die Absicht hatte, die slawische Bevölkerung zu dezimieren, zu vertreiben oder zu versklaven und die jüdische zu vernichten.
Insgesamt starben mehrere Millionen sowjetischer Zivilisten durch direkte oder indirekte Kriegseinwirkung sowie durch Kriegsverbrechen und planmäßige Tötungen. Die Schätzungen reichen dabei von sechs bis sieben Millionen bis zu 24 Millionen Zivilisten. Der Historiker Christian Hartmann vom Institut für Zeitgeschichte nennt 2011 die Zahl von 15,2 Millionen getöteter sowjetischer Zivilisten.
Die Rote Armee hatte im Zweiten Weltkrieg mit 14 bis 16 Millionen Soldaten die höchsten Verluste aller Kriegsteilnehmer zu verzeichnen. Gründe dafür waren der Überraschungseffekt des deutschen Überfalls, strategische und taktische Fehlentscheidungen der sowjetischen Führung, die zur Einkesselung großer Truppenkontingente führten, Nachwirkungen des personellen Kahlschlages durch die Säuberungen, überlegene deutsche Kriegserfahrung, mangelnde Ausrüstung aufgrund von Unterversorgung durch die in der Anfangsphase des Krieges von Feindestruppen überrannte bzw. nach Evakuierung verzögert auf Vorkriegsproduktionsniveau hochgefahrene sowjetische Rüstungsindustrie sowie persönlichen Rivalitäten zwischen einzelnen Befehlshabern. Kapitulation oder gar Desertion wurde von der Führung hart sanktioniert. Nach Josef Stalins Befehl Nr. 270 vom 16. August 1941 wurde jeder Rückzug oder die Aufgabe mit nachfolgender Gefangenschaft bei Offizieren mit sofortiger Erschießung und Verhaftung ihrer Familien bedroht. Überlebende von Einheiten der Roten Armee, die sich in Gefangenschaft begaben, wurden oftmals nach Kriegsende ermordet; ihren Familienangehörigen wurde die Streichung aller staatlichen Hilfsgelder angedroht. In der sowjetischen und russischen Geschichtsschreibung zum Großen Vaterländischen Krieg wird dieser Befehl meist nicht erwähnt. Alleine während der Schlacht von Stalingrad wurden 13.500 Rotarmisten exekutiert, die Vorwürfe reichten vom Rückzug ohne Befehl über Selbstverstümmelung und Überlaufen bis zu Korruption oder antisowjetischen Tätigkeiten.
Insbesondere als der deutsche Angriff auf die Sowjetunion erfolgreich abgewehrt worden war und die Rote Armee ihrerseits deutsches und ungarisches Gebiet eroberte, nahm die Zahl der Übergriffe zu. Als die Rote Armee auf gegnerisches Territorium vorrückte, kam es vielerorts zu Plünderungen, Vergewaltigungen, Verschleppungen und Ermordungen von Zivilisten. Das Massaker von Nemmersdorf (21. Oktober 1944) gilt als das erste dokumentierte Verbrechen der Roten Armee auf deutschem Boden. Es wurde vom NS-Regime und der NS-Propaganda propagandistisch genutzt, um die deutsche Bevölkerung zum Durchhalten zu motivieren.
Teilweise werden diese Straftaten als Racheakte für auf sowjetischem Gebiet begangene Verbrechen seitens Deutscher (Wehrmacht und andere) gesehen, begünstigt durch sowjetische Kriegspropaganda (siehe auch: Verbrechen der Wehrmacht, Verbrechen der SS). Die Verbrechen der Roten Armee werden von manchen auch auf die in Osteuropa betriebene nationalsozialistische Aggressions- und Vernichtungspolitik zurückgeführt und werden in diesem Kontext gesehen. Neuere Untersuchungen zeigen jedoch, dass es auch Vergewaltigungen von sowjetischen und polnischen Frauen sowie weiblicher KZ-Häftlinge nach deren Befreiung gegeben hat. Ebenso gab es Vergewaltigungen nach dem Einmarsch in Jugoslawien.

## Opfer

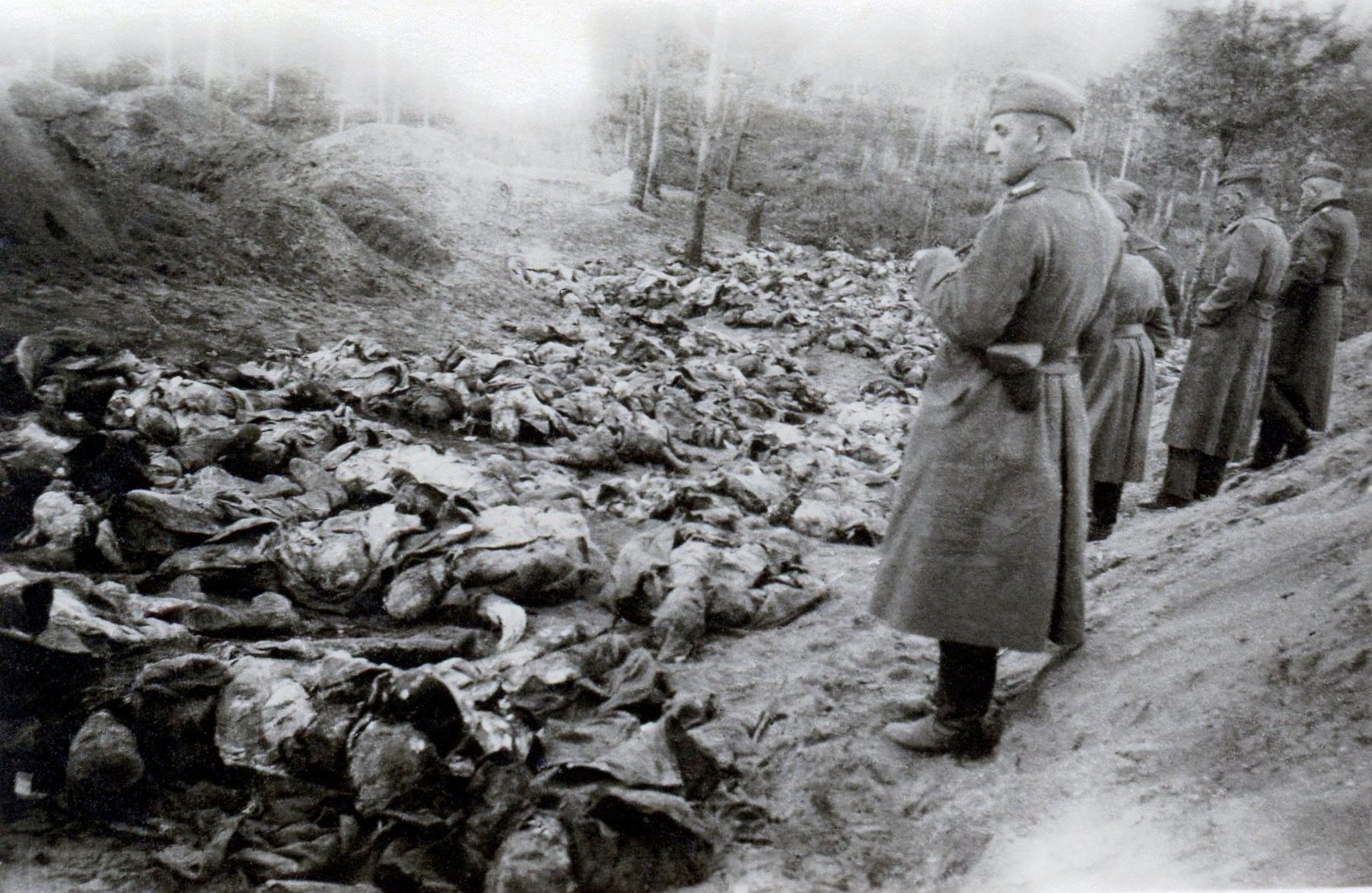
Besichtigung eines Massengrabes im Wald von Katyn 1943

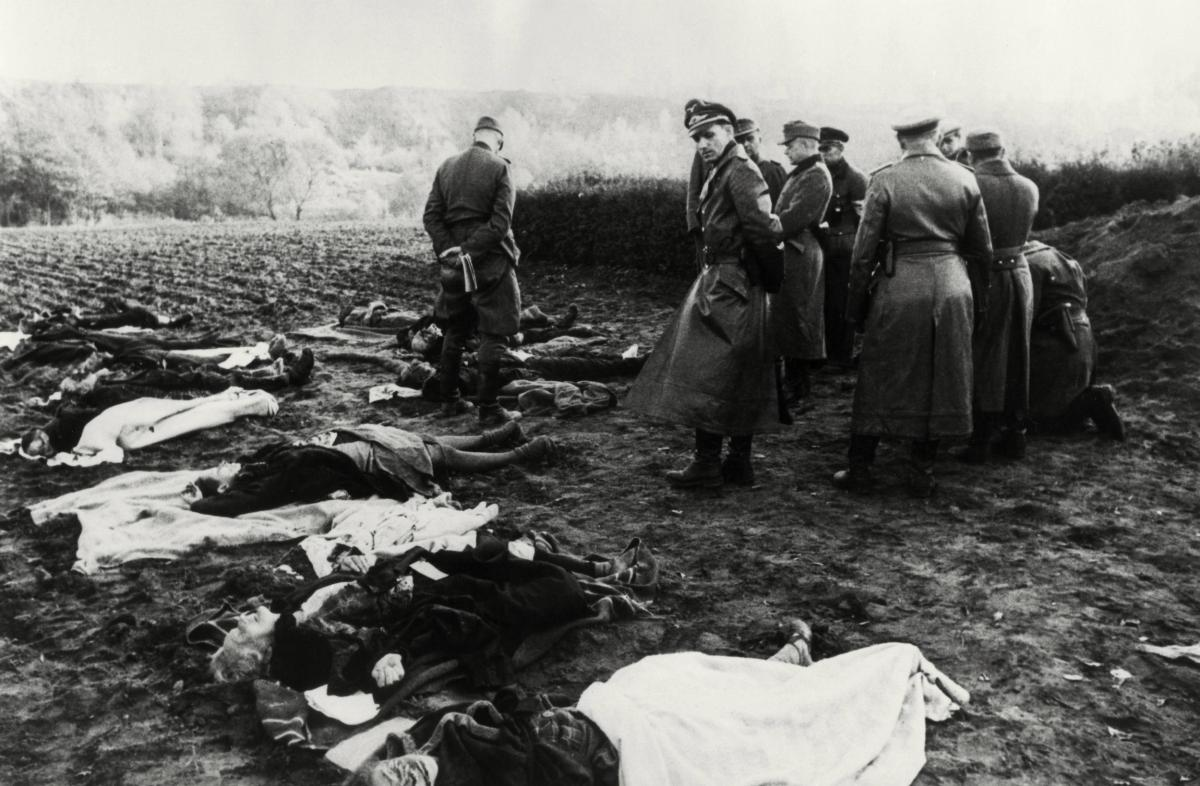
Opfer des Massakers von Nemmersdorf 1944

### Beispiele
- Massaker von Katyn (1940)
- Fall Broniki (1941)
- Massaker von Feodosija (1942)
- Fall Grischino (1943)
- Massaker von Metgethen (1945)
- Massaker von Treuenbrietzen (1945)
- Massaker von Nemmersdorf (1944)
- Massaker von Dąbrówka Nowa (1945)

### Zivile Opfer

#### Polen und das Baltikum
Mit der praktischen Umsetzung des deutsch-sowjetischen Nichtangriffspaktes, als Polen zwischen dem Deutschen Reich und der Sowjetunion aufgeteilt und Ostpolen 16 Tage nach dem Angriff der Wehrmacht von sowjetischen Truppen besetzt wurde, begann das Leiden für bestimmte Teile der Zivilbevölkerung, insbesondere Angehörige des Klerus und der akademischen und politischen Elite. In der Folge kam es zu politisch motivierten Terrormaßnahmen gegen die Zivilbevölkerung, die aus Polen, Weißrussen, Ukrainern und Juden bestand. Hierbei arbeiteten NKWD und die Rote Armee zusammen. So versuchten viele Polen, dem Zugriff des sowjetischen NKWD zu entkommen, wurden jedoch meist von sowjetischem Militär verhaftet und anschließend deportiert. Operationsgruppen, die direkt der Armee unterstanden, folgten dem Heer, um das Gebiet von „sowjetfeindlichen Elementen zu säubern“. Der polnische Historiker Tomasz Strzembosz sah in diesen Einheiten Parallelen zu den Einsatzgruppen der Sicherheitspolizei und des SD.
Auch im Baltikum, in Weißrussland, der Ukraine und Bessarabien kam es zu zahlreichen Verbrechen gegen die Bevölkerung: Morde, Geiselnahmen, Niederbrennen von Dörfern, Deportationen, Erschießungen, Folterungen.
1941 erfolgte der deutsche Angriff auf die Sowjetunion. Die Verbrechen erfuhren eine Steigerung, als die Rote Armee vor der 1941 angreifenden Wehrmacht zurückweichen musste: Stalin befahl den Truppen, alle Güter in den von den deutschen Truppen bedrohten Gebieten zu zerstören, die diesen von Nutzen sein könnten („Verbrannte Erde“). Der daraus entstandene Hass der Bevölkerung auf die sowjetischen Truppen spielte den deutschen Einsatzgruppen der SS in die Hände, die nun ihrerseits – mit Unterstützung der Bevölkerung – sowjetische Gegner und Juden ermorden konnten.

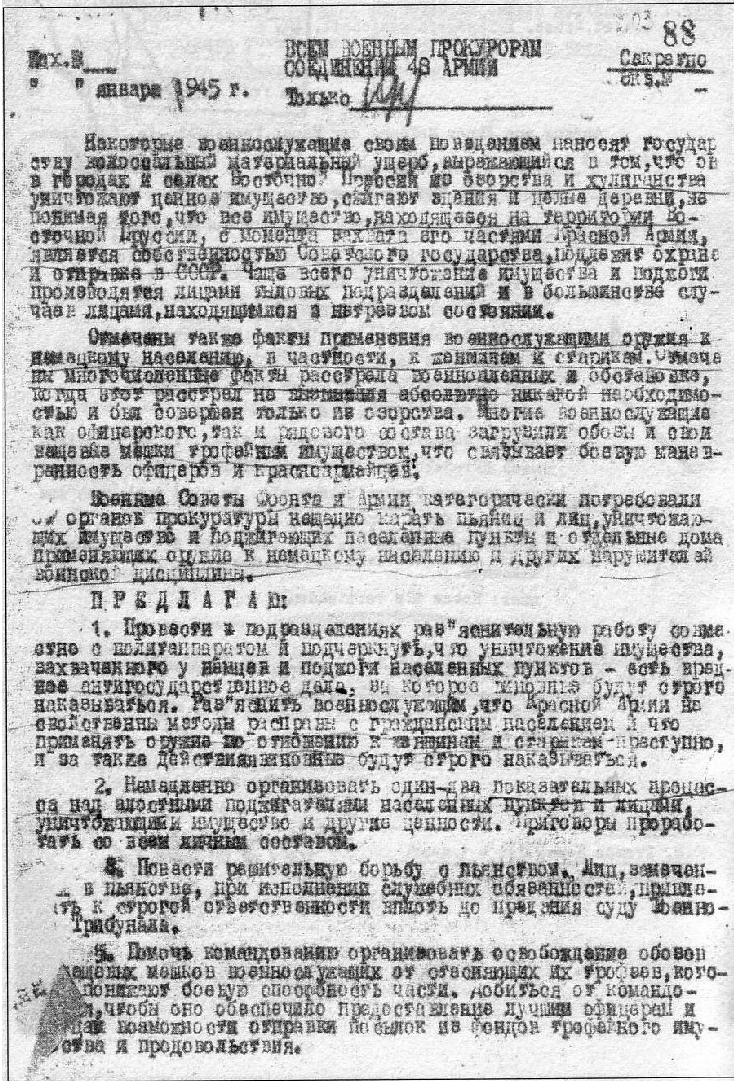
Sowjetischer Befehl, 1945: „Manche Armeeangehörige fügen dem Staat durch ihr Verhalten immensen materiellen Schaden zu dadurch, dass sie in den Städten und Dörfern Ostpreußens Wertgegenstände vernichten, Gebäude und ganze Dörfer abbrennen. […] Ferner sind Fälle von Waffenanwendung durch Armeeangehörige gegenüber der deutschen Bevölkerung, insbesondere gegenüber Frauen und Alten festgestellt worden. Es sind zahlreiche Fälle von Erschießungen von Kriegsgefangenen festgestellt worden unter Umständen, in denen das Erschießen absolut ohne Notwendigkeit und nur aus Mutwilligkeit erfolgte.“

Während des sowjetischen Rückzuges im Sommer 1941 vor herannahenden deutschen Truppen kam es zu zahlreichen Massenerschießungen politischer Gefangener meist ukrainischer, polnischer und baltischer Nationalität in den Westgebieten der Sowjetunion.
Nach anfänglichen Erfolgen der Wehrmacht kam es Ende 1942 zum ersten Wendepunkt (Schlacht von Stalingrad) des Krieges; ab Sommer 1943 (Panzerschlacht von Kursk) war die Wehrmacht auf dem Rückzug.

#### Flucht der Zivilbevölkerung
Als sich im Oktober 1944 die Front der Ostgrenze des Deutschen Reiches näherte, flohen viele Zivilisten aus eigener Initiative in den Westen – angestachelt von der deutschen Propaganda, die die „Russen“ als barbarische „Untermenschen“ darstellte, um den Verteidigungswillen der Bevölkerung zu stärken. Eine rechtzeitig durchgeführte, staatlich organisierte Evakuierung erfolgte nicht. Dem Befehl Adolf Hitlers folgend, verhinderten beziehungsweise verboten viele Gauleiter und Bauernführer der Ostgebiete des Deutschen Reiches bis zuletzt eine Evakuierung der betroffenen Gebiete und organisierten in vielen Fällen nur ihre eigene Flucht. Zivilisten blieben im Frontgebiet zurück; wer vorher packte und flüchtete, wurde erschossen. Der Evakuierungsbefehl erging erst, als die sowjetischen Panzer unmittelbar heranrückten. Die dann plötzlich einsetzende Massenflucht verlief unkoordiniert und panisch. Im baltischen Winter floh die deutsche Bevölkerung durch teilweise hüfthohen Schnee nach Westen, was 100.000 Personen nicht überlebten. Die Situation wurde zusätzlich verschärft, als die Heeresführung Hauptstraßen und Eisenbahnzüge für die fliehende Zivilbevölkerung sperren ließ. Hunderttausende flüchtender Wehrmachtsoldaten drängten die fliehenden Zivilisten auf hoffnungslos verstopfte Feldwege und kleinere Straßen ab.
Flüchtlingszüge wurden in vielen Fällen von Einheiten der Roten Armee eingeholt und geplündert, die Flüchtenden weggetrieben, erschossen und die Frauen vergewaltigt. Jagdflieger der sowjetischen Luftwaffe beschossen viele Kilometer hinter der Front Flüchtlingstrecks.
Ende Januar 1945 wurden in Ostpreußen 2,5 Millionen Flüchtlinge von der Roten Armee eingeschlossen und sollten nun per Schiff über die Ostsee evakuiert werden. Von etwa 800–1000 Schiffen wurden über 200 versenkt, über 40.000 Zivilisten und Soldaten kamen ums Leben.

#### Sexuelle Gewalt, Raub und Vertreibung
Der viel zitierte Ort Nemmersdorf (heute Majakowskoje), der meist im Zusammenhang mit Verbrechen der Roten Armee genannt wird, wurde durch die nationalsozialistische Propaganda zu einem Sinnbild für viele Orte, in denen es im Laufe der Kriegshandlungen zu Toten unter der Zivilbevölkerung kam. An einigen konnte aufgrund der damaligen Kriegswirren und anschließenden Vertreibungen eine zeitnahe Untersuchung oder Dokumentation nicht mehr stattfinden. Anderswo wurden die Geschehnisse durch die NS-Propaganda oder die westdeutsche Erinnerungskultur umgedeutet, sodass bis heute oft unklar ist, was tatsächlich geschah. Das Vorgehen der Roten Armee in vielen besetzten Dörfern wurde von polnischer Seite für das Dorf Przyszowice, nahe Gleiwitz, dokumentiert. Hier rächten sich die Soldaten der Roten Armee für vorausgegangene, verlustreiche Kämpfe und nahmen irrtümlicherweise an, sich bereits auf deutschem Territorium zu befinden. Die Soldaten zündeten mehrere Häuser an und eröffneten das Feuer, als die Zivilbevölkerung versuchte, den Brand zu löschen. Zwischen 54 und 60 Dorfbewohner wurden erschossen, Frauen wurden vergewaltigt und es kam zu Plünderungen. Das polnische Institut für Nationales Gedenken bewertet die Geschehnisse in Przyszowice als Verbrechen gegen die Menschlichkeit.
Mitverantwortlich für Ausschreitungen sowjetischer Soldaten war laut dem Historiker Norman M. Naimark die Propaganda sowjetischer Truppenzeitungen. Dort wurde detailliert über Gräueltaten an der sowjetischen Zivilbevölkerung, vor allem an Frauen und Kindern berichtet. Der generelle Tenor der Schriften war, dass die Rote Armee als Rächer und Richter nach Deutschland kam, um „die Deutschen“ zu bestrafen. So schrieb der sowjetische Schriftsteller Ilja Ehrenburg am 31. Januar 1945:

„Im Unterschied zu den Westdeutschen wurden die Deutschen in Oppeln, in Königsberg und in Breslau schon bestraft. Sie wurden bestraft, aber nicht genügend. Sie wurden bestraft, aber nicht alle.“

#### Vergewaltigungen

Russische Soldaten belästigen Berlinerin

Allein für Budapest geht man nach einer Schätzung von Krisztián Ungváry von 50.000 vergewaltigten Frauen aus.
Über das Ausmaß der sexuellen Übergriffe durch Soldaten der Roten Armee während ihres Vormarsches auf deutschem Territorium lässt sich nur spekulieren, da keine auch nur annähernd gesicherten Befunde dazu vorliegen. Der Statistiker Gerhard Reichling schätzte, dass bis zu zwei Millionen deutsche Frauen und Mädchen während des Vormarsches bis Berlin von Männern der Roten Armee vergewaltigt worden seien, davon 1,4 Mio. in den Vertreibungsgebieten Ostpreußen, Ostpommern, Ostbrandenburg und Schlesien, 500.000 in der sowjetischen Besatzungszone und 100.000 Frauen in Berlin. Bei 12 Prozent der vergewaltigten Frauen habe die erlittene sexuelle Gewalt zum Tod geführt. Historiker wie Norman M. Naimark gehen von Zehntausenden, wahrscheinlicher sogar Hunderttausenden und möglicherweise bis zu zwei Millionen Opfern aus. Catherine Merridale schätzt „Zehn-, höchstwahrscheinlich sogar Hunderttausende deutscher Frauen und Mädchen“ als Opfer.

### Militärische Opfer (Behandlung von Kriegsgefangenen)

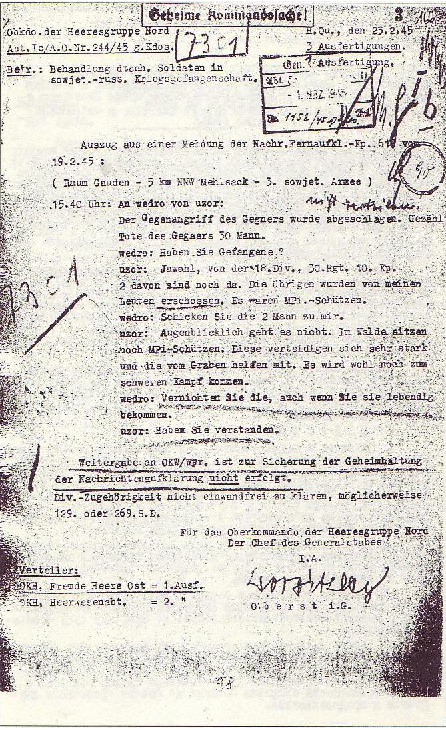
Von der Wehrmacht abgehörte und protokollierte sowjetische Funksprüche

In den ersten beiden Jahren nach Beginn des Angriffs auf die Sowjetunion kamen über 90 Prozent der gefangenen Soldaten der Achsenmächte ums Leben. So wurden beispielsweise 1941 notgelandete deutsche Flugzeugbesatzungen häufig nach der Gefangennahme erschossen. Folterungen, Verstümmelungen, Morde und andere Völkerrechtsverletzungen waren seit Juni 1941 an der Tagesordnung. Seit Winter 1941/42 nahm die Rote Armee jeden Monat etwa 10.000 deutsche Soldaten gefangen, die Todesrate lag jedoch so hoch, dass die absolute Zahl der Gefangenen bis Ende 1942 zurückging. Die Ermordung der Gefangenen wurde mitunter durch Befehle, Berichte und Aussagen von sowjetischen Befehlshabern angeordnet. „Gefangene Offiziere wurden alle ohne Ausnahme erschossen“, hieß es in der Niederschrift eines Rotarmisten. Einer der frühsten bekannt gewordenen Fälle von Gefangenentötungen war der Fall Broniki, der sich am 1. Juli 1941 ereignete. Die Todesrate verringerte sich Anfang 1943, als mit zunehmender Gefangenenzahl die Etablierung eines Systems zur Versorgung der Kriegsgefangenen notwendig und schließlich durchgesetzt wurde. Dennoch kam es immer wieder zur massenhaften Ermordung von Kriegsgefangenen direkt im Anschluss an die Gefangennahme noch vor der Weiterleitung in ein Gefangenenlager; besonders bekannt wurde hierbei der Fall Grischino.
Nach Aufzeichnungen des Geheimdienstes des NKWD wurden 3.127.380 deutsche Kriegsgefangene registriert, von denen 474.967 gestorben sein sollen.
Nach anderen Schätzungen starben zwischen 1,1 und 1,3 Millionen deutsche Soldaten in sowjetischer Kriegsgefangenschaft (33 bis 42 Prozent). Als im November 1945 die etwa 3.000 in Schweden internierten Wehrmachtsoldaten die Nachricht erhielten, an die Sowjetunion überstellt zu werden, kam es in den Lagern zu Selbstverstümmelungen und Selbstmorden.
Ungarische Kriegsgefangene wurden massenhaft exekutiert. Von 200.000 als vermisst geltenden Soldaten starben die meisten in sowjetischer Kriegsgefangenschaft.
Mehrere zehntausend japanische Kriegsgefangene starben in sowjetischer Kriegsgefangenschaft, insbesondere durch extrem harte Zwangsarbeit in sibirischen Minen.

## Sonstige Verstöße gegen das Völkerrecht

### Angriffe auf Sanitätseinheiten
Auch Sanitätspersonal wurde von Rotarmisten angegriffen. Beispielsweise wurde am 28. Juni 1941 in der Gegend von Minsk eine deutlich gekennzeichnete Kolonne des Krankenkraftwagenzuges 127 überfallen und ein Großteil der Verwundeten und des Sanitätspersonals getötet. Des Weiteren findet sich in einem Gefechtsbericht, der vom „heißen Wunsch, viele von den faschistischen Reptilien zu vernichten, beseelt“ war, auch die Eintragung: „Ein Sanitätsfahrzeug mit 2 Pferden und 10 verwundeten Faschisten vernichtet.“ Der politische Leiter der 1. Kompanie meldete am 5. September 1941: „1 Sanitätsabteilung zerschlagen.“

### Völkerrechtswidrige Zerstörung von Städten und Gebäuden
Viele Städte und Dörfer vor allem in Ostpreußen wurden nach der meist kampflosen Einnahme von plündernden sowjetischen Soldaten in Brand gesteckt. Orte wie Osterode, Angerburg, Arys, Lauenburg oder Demmin können als Beispiele angeführt werden. Der Bevölkerung wurde in manchen Fällen (Demmin) untersagt, den Brand zu löschen. In der Regel überstanden in der Innenstadt nur wenige Gebäude das Inferno.
Die sächsische Stadt Altenberg wurde am 8. Mai von der Roten Armee besetzt und am 10. Mai niedergebrannt. Zwei Tage nach Kriegsende flogen sowjetische Flugzeuge einen Angriff auf die Stadt, bei dem 75 Prozent der Bausubstanz zerstört wurden. Wahrscheinlich galt der Angriff über die böhmische Grenze fliehenden Truppenteilen der Wehrmacht. Offiziell kamen mehr als 100 Zivilisten ums Leben.

### Plünderungen
Walter Kilian, der erste Bürgermeister des Berliner Stadtteils Charlottenburg nach Kriegsende, berichtete, dass es zu umfangreichen Plünderungen durch sowjetische Soldaten gekommen sei, die „Einzelpersonen, Kaufhäuser, Geschäfte, Wohnungen […] beraubten“. Auch die Gebiete außerhalb Berlins waren von den Plünderungen betroffen. Durch die Plünderungen und Zerstörungen und den daraus entstehenden Mangel an Nahrung, Medikamenten und Heizmöglichkeiten starben vor allem Alte, Kranke und Kinder an Hunger, Infektionen und Kälte.
In der Sowjetischen Besatzungszone äußerten Mitglieder der Kommunistischen Partei Stalin gegenüber Bedenken aufgrund von Plünderungen und Vergewaltigungen durch sowjetische Soldaten. Auf die deutschen Sorgen wegen der möglicherweise resultierenden negativen Folgen für das Ansehen der Sowjetunion und damit einhergehend für den Sozialismus in Deutschland reagierte Stalin ablehnend mit den Worten: „Ich dulde nicht, dass jemand die Ehre der Roten Armee in den Schmutz zieht.“
In Polen beteiligten sich Rotarmisten gemeinsam mit Angehörigen des NKWD an Ausplünderungen von Transportzügen.

## Propagandistische Ausnutzung der Verbrechen durch den NS-Staat
Die NS-Propaganda nutzte alle einschlägigen propagandistischen Mittel (z. B. Übertreibung, Fälschung, Verfälschung, Weglassungen).
Sie zielte durch ihre Berichterstattung vor allem darauf ab, die Kampfmoral der deutschen Soldaten zu erhöhen und den Glauben an den „Endsieg“ in der Bevölkerung zu stärken. So ließ Propagandaminister Goebbels noch im September 1944 die Meldung verbreiten, dass nie ein sowjetischer Soldat die deutsche Reichsgrenze überschreiten werde. Als der sowjetische Vormarsch wenige Monate später das Reichsgebiet erreichte und es zu ersten Verbrechen von Rotarmisten an der Zivilbevölkerung kam, nutzte die NS-Propaganda diese Verbrechen, um die Kampfmoral der Soldaten zu steigern, und versuchte, eine internationale Empörung auszulösen. Erstes und bekanntestes Beispiel der nationalsozialistischen Propaganda im Osten war das Massaker von Nemmersdorf in Ostpreußen. Nachdem die Wehrmacht das Dorf nach Rückzug der Roten Armee wieder einnehmen konnte, wurden sämtliche Frauen und Mädchen tot aufgefunden. Unter dem Schlachtruf „Rache für Nemmersdorf“ wurden die Vorgänge als erstes Beispiel der Durchhaltepropaganda im Osten genutzt. Zeugen, die aussagen konnten, was in Nemmersdorf geschah, gab es nicht.

## Strafverfolgung durch Militärgerichtsbarkeiten
Die sowjetischen Tagesbefehle, die zu Beginn der sowjetischen Winteroffensive 1945 (Weichsel-Oder-Operation vom 12. Januar 1945 bis 3. Februar 1945 auf einer 1.200 Kilometer breiten Front zwischen der Ostsee und den Karpaten) herausgegeben wurden, enthielten im Wortlaut weder gegen die Zivilbevölkerung gerichtete Tötungsaufforderungen, noch finden sich explizite Aufrufe zu anderen Völkerrechtsverstößen. Derartige Disziplinarverstöße wurden teilweise ausdrücklich unter Strafe gestellt. Mitunter wurden Soldaten aufgefordert, sich für das Leid der sowjetischen Zivilbevölkerung und der eigenen Soldaten „grausam zu rächen“.
Demgegenüber drohte Konstantin Rokossowski in einem Tagesbefehl vom 22. Januar 1945, solche Verstöße „bis hin zum Erschießen zu ahnden“, um in kürzester Frist „mustergültige Ordnung und Disziplin“ herzustellen sowie um materielle Werte zu schützen. Dieser Befehl war als streng geheim eingestuft und musste bis zu den Zugführern mündlich übermittelt werden, das heißt, er war nicht für öffentliche Propagandazwecke bestimmt. In einer durch Dienststellen der Wehrmacht erbeuteten Detailanweisung des Militärstaatsanwaltes eines Armeeverbandes vom 23. Januar 1945 wurde gefordert, schnell einige Schauprozesse gegen Schuldige durchzuführen. Der militärische Justizdienst wurde angewiesen, Disziplinlosigkeit und ausdrücklich auch das „Niederbrennen von Gebäuden und Ortschaften“ als „staatsfeindliche Handlungen“ zu verfolgen. Außerdem seien Repressalien gegen die Zivilbevölkerung und insbesondere der Waffeneinsatz gegen Frauen und Kinder als „in der Roten Armee nicht üblich“ zu bestrafen.
Mitte 1947 versuchte die Führung der Roten Armee, das Problem weiter einzudämmen; dabei reichten die Strafen von Arrest bis zur Hinrichtung. Die Rote Armee wurde räumlich von der Wohnbevölkerung getrennt. Im März 1949 schließlich erließ das Präsidium des Obersten Sowjets einen Erlass, der das Strafmaß vereinheitlichte und erhöhte. Die sowjetischen Besatzungstruppen wurden instruiert, dass die neuen Gesetze auch für sie gelten. Eine Vergewaltigung zog zwingend eine Strafe von 10 bis 15 Jahren Arbeitslager nach sich, schwere Fälle eine Strafe von 10 bis 20 Jahren.
Die Sowjetunion war der Genfer Kriegsgefangenen-Konvention von 1929 nicht beigetreten. Auch erkannte die sowjetische Führung den Beitritt des Zarenreiches zur Haager Landkriegsordnung nicht als bindend an. Unter dem Hinweis auf deutsche Verstöße gegen das Völkerrecht erkannte die sowjetische Führung Lazarettschiffe, Verwundetentransporter sowie Flüchtlingsschiffe nicht an und behandelte sie wie militärische Ziele.
Dennoch wurden regelmäßig auch Regierungen oder Armeeführungen zur Verantwortung gezogen, die sich nicht völkerrechtlichen Grundsätzen verpflichtet hatten. Und obwohl sich das Völkerrecht seit Ende des Ersten Weltkrieges erheblich weiterentwickelt hatte und es Beispiele für eine internationale Strafverfolgung von Kriegsverbrechen gab (Leipziger Prozesse, Nürnberger Prozesse), wurde vor einer internationalen Militärgerichtsbarkeit gegen die sowjetische Armeeführung im Gegensatz zur deutschen Wehrmachtführung zu keiner Zeit Anklage erhoben.

## Ursachenforschung
Der Zweite Weltkrieg und ganz besonders der Krieg gegen die Sowjetunion war von einer immensen Gewalt geprägt, die Millionen Opfer forderte. Die Sowjetunion erlitt in diesem Krieg die größten Verluste; die meisten Soldaten der Wehrmacht starben an der Ostfront. Die sowjetische Zivilbevölkerung musste Massaker und Misshandlungen durch die deutschen Angreifer ertragen. Es kann davon ausgegangen werden, dass jeder Soldat der Roten Armee, zumindest diejenigen, die aus dem Westen der Sowjetunion stammten, einen Verlust in der eigenen Familie durch den Krieg zu beklagen hatte. Hinzu kam der Verlust von Wohnraum und die Vernichtung von lebenswichtigen Agrargütern durch die gezielte Niederbrennung von Ortschaften und die Beschlagnahme von Lebensmitteln und Vieh durch die deutschen Besatzer sowie durch die Taktik der „Verbrannten Erde“, die die deutschen Truppen bei ihrem Abzug anwandten, indem sie vieles Brauchbare mitführten oder zerstörten. Manchmal hatten sie dazu keine Zeit, denn Hitler verbot Generälen immer wieder militärisch sinnvolle Rückzüge bzw. erlaubte sie erst, wenn es für einen geplanten und organisierten Rückzug zu spät war.
Der persönliche Hass vieler Soldaten wurde durch die sowjetische Kriegspropaganda verstärkt. Militärzeitungen oder auch Kampflieder wurden verbreitet, die Ähnliches zum Inhalt hatten. Ilja Ehrenburg selbst entdeckte 1944 in Minsk eine große Zahl aufeinander geschichteter verkohlter Leichen. Zum persönlichen Leid durch Kriegsverbrechen der deutschen Soldaten, das mit der Propaganda mehr und mehr übereinzustimmen schien, löste die Entdeckung der ersten Konzentrations- und Vernichtungslager zusätzlichen Hass aus. Immer wieder stießen die vorrückenden Soldaten auf Überlebende oder Tote der Todesmärsche, oft aus der Sowjetunion verschleppte Menschen. Immer mehr Konzentrationslager bekamen die Soldaten zu Gesicht, oftmals mit noch in letzter Minute erschossenen Häftlingen, was besonders politische oder sowjetische Inhaftierte betraf, um ihnen den Triumph über die Niederlage des Nationalsozialismus zu nehmen.
Zu den Entdeckungen des Vormarschs auf deutsches Gebiet summierten sich auch die hohen Opferzahlen der eigenen Kameraden: Der Vormarsch auf Ostpreußen kostete rund 127.000 Rotarmisten das Leben, die Schlachten zwischen Oktober 1944 und April 1945 verlangten noch einmal 319.000 Todesopfer auf Seiten der Roten Armee. In der Schlacht um Berlin starben nochmals über 78.000 sowjetische Soldaten. Gegen Ende des Krieges steigerten sich die Gewaltexzesse der Rotarmisten immer stärker. Maßnahmen aus Moskau blieben lange Zeit aus. Im Mai 1944 gab Stalin eine neue Strategie bekannt: „Der verwundeten deutschen Bestie“ sollte der „Todesstoß“ versetzt werden. Aufrufe, die denen Winston Churchills und Franklin D. Roosevelts durchaus ähnlich waren. Übergriffe auf die Zivilbevölkerung waren ausgeschlossen, wurden aber in der Praxis zumindest in den ersten Wochen nach der Eroberung deutschen Gebiets durch die Rote Armee geduldet. Auf eine Beschwerde eines Offiziers bezüglich der Übergriffe auf die Zivilbevölkerung reagierte Stalin teilnahmslos: „Wir machen unseren Soldaten zuviel Vorschriften; sollen sie doch etwas eigene Initiative haben“. Erst als sich abzeichnete, dass – insbesondere durch Alkohol aus erbeuteten deutschen Beständen verursachte – Übergriffe die militärische Disziplin ins Wanken brachten, wurden Gegenmaßnahmen ergriffen. Als diese Erscheinungen im Januar 1945 gemeldet wurden, fand auch ein Umdenken in der sowjetischen Propaganda statt. In einer Militärzeitung vom Februar 1945 hieß es: „Wenn die faschistischen zweibeinigen Bestien es sich herausnahmen, in aller Öffentlichkeit unsere Frauen zu vergewaltigen, heißt das nicht, dass wir dasselbe tun müssen.“ Bei Übergriffen auf die Zivilbevölkerung wurden nun teils drakonische Strafen verhängt. Übergriffe gegen deutsche Zivilisten blieben dennoch nicht aus, erreichten aber nicht mehr das Niveau aus der Zeit der ersten Grenzüberschreitung.

## Kontroversen und fachliche Rezeption
In der Bundesrepublik Deutschland waren die Verbrechen der Roten Armee, die Ende des Zweiten Weltkrieges begangen wurden, Teil einer in den 1980er-Jahren öffentlich geführten Kontroverse, des sogenannten Historikerstreits. Der Historiker Andreas Hillgruber unternahm in seinem Buch Zweierlei Untergang den Versuch einer parallelen Betrachtung von Holocaust und dem Zusammenbruch der Ostfront und der sich daran anschließenden Phase der Flucht und Vertreibung.
In der Sowjetunion wurde dieses Thema von Menschenrechtlern und Dissidenten wie Alexander Solschenizyn oder Lew Kopelew aufgegriffen, die als Soldaten am Krieg teilgenommen hatten und in ihren Werken später von Verbrechen berichteten. In der breiten Öffentlichkeit im post-sowjetischen Russland ist es weitgehend tabuisiert.
In Polen, Ungarn und den baltischen Ländern war dieses Thema zwar im historischen Bewusstsein immer präsent; eine systematische, öffentlich geführte Auseinandersetzung konnte jedoch erst nach dem Zerfall der Sowjetunion beginnen.